# Autobahnkreuz Gladbeck
Das Autobahnkreuz Gladbeck ist ein geplantes Autobahnkreuz der A 2 mit der zukünftigen A 52. Aktuell befindet sich an dieser Stelle die Anschlussstelle Essen/Gladbeck mit der B 224, die weiter nördlich in die A 52 übergeht und südlich den Verkehr nach Essen leitet. Während die Stadt Gladbeck dem Neubau der A52 und damit dem Autobahnkreuz bereits 2015 zugestimmt hat, stehen zahlreiche Anwohnerklagen dem Bau des Kreuzes und einer Aufstufung der B 224 zur A 52 bis zum Autobahnkreuz Essen-Nord negativ gegenüber.